# الظاهریه
الظاهریه (به لاتین: Ad-Dhahiriya) یک شهر در کرانه غربی رود اردن است که در استان الخلیل واقع شده‌است.

## خصوصیات
الظاهریه ۳۸٬۰۰۲ نفر جمعیت دارد.